# 鎗屋町
鎗屋町（やりやまち）は、大阪府大阪市中央区にある町名。現行行政地名は鎗屋町一丁目および鎗屋町二丁目。

## 地理
大阪市中央区の北部に位置する。北は内本町、東は谷町3丁目、南は常盤町、西は松屋町筋を挟んで本町橋とそれぞれ接する。東西に細長い地域で、東が1丁目、西が2丁目となる。
四方を松屋町筋・谷町筋・本町通・中央大通に囲まれており、最寄り駅は地内東端にある谷町四丁目駅である。

## 歴史
1872年（明治5年）に小倉町を鎗屋町に編入し、鎗屋町1 - 2丁目となった。

### 地名の由来
江戸時代に伏見の町人が移住し、元は伏見鎗屋町と呼ばれていた。

## 世帯数と人口
2019年（平成31年）3月31日現在の世帯数と人口は以下の通りである。
| 丁目         | 世帯数  | 人口  |
| ------------ | ------- | ----- |
| 鎗屋町一丁目 | 145世帯 | 285人 |
| 鎗屋町二丁目 | 292世帯 | 404人 |
| 計           | 437世帯 | 689人 |

### 人口の変遷
国勢調査による人口の推移。
| 1995年（平成7年）  | 224人 | [ 5 ] |  |
| 2000年（平成12年） | 341人 | [ 6 ] |  |
| 2005年（平成17年） | 477人 | [ 7 ] |  |
| 2010年（平成22年） | 524人 | [ 8 ] |  |
| 2015年（平成27年） | 629人 | [ 9 ] |  |

### 世帯数の変遷
国勢調査による世帯数の推移。
| 1995年（平成7年）  | 79世帯  | [ 5 ] |  |
| 2000年（平成12年） | 141世帯 | [ 6 ] |  |
| 2005年（平成17年） | 305世帯 | [ 7 ] |  |
| 2010年（平成22年） | 324世帯 | [ 8 ] |  |
| 2015年（平成27年） | 392世帯 | [ 9 ] |  |

## 事業所
2016年（平成28年）現在の経済センサス調査による事業所数と従業員数は以下の通りである。
| 丁目         | 事業所数 | 従業員数 |
| ------------ | -------- | -------- |
| 鎗屋町一丁目 | 58事業所 | 373人    |
| 鎗屋町二丁目 | 28事業所 | 191人    |
| 計           | 86事業所 | 564人    |

## 施設
- 日本基督教団大阪東教会
- 劇団東俳関西支社
- エコリカ
- プレジール

## 交通

### 鉄道
- Osaka Metro 谷町四丁目駅
  - 谷町線・中央線

### 道路
主要地方道
- 大阪市道天神橋天王寺線（松屋町筋）

## ゆかりの人物
- 井原西鶴 - 江戸期の浮世草子で当地で没した。

## その他

### 日本郵便
- 〒540-0027[3]（集配局：大阪東郵便局[11]）